# Nicolas Lebègue
Nicolas-Antoine Lebègue /nikɔˈla ɑ̃ˈtwan ləˈbɛɡ/ (Laon, 1631 – Parigi, 6 luglio 1702) è stato un compositore, organista e clavicembalista francese dell'epoca barocca.
Benché fosse ai suoi tempi un compositore innovativo e stimato, la sua musica è oggi raramente considerata. È ricordato come il maestro di Nicolas de Grigny ed è assieme ad esso uno degli esponenti più importanti della Scuola organistica francese.

## Vita

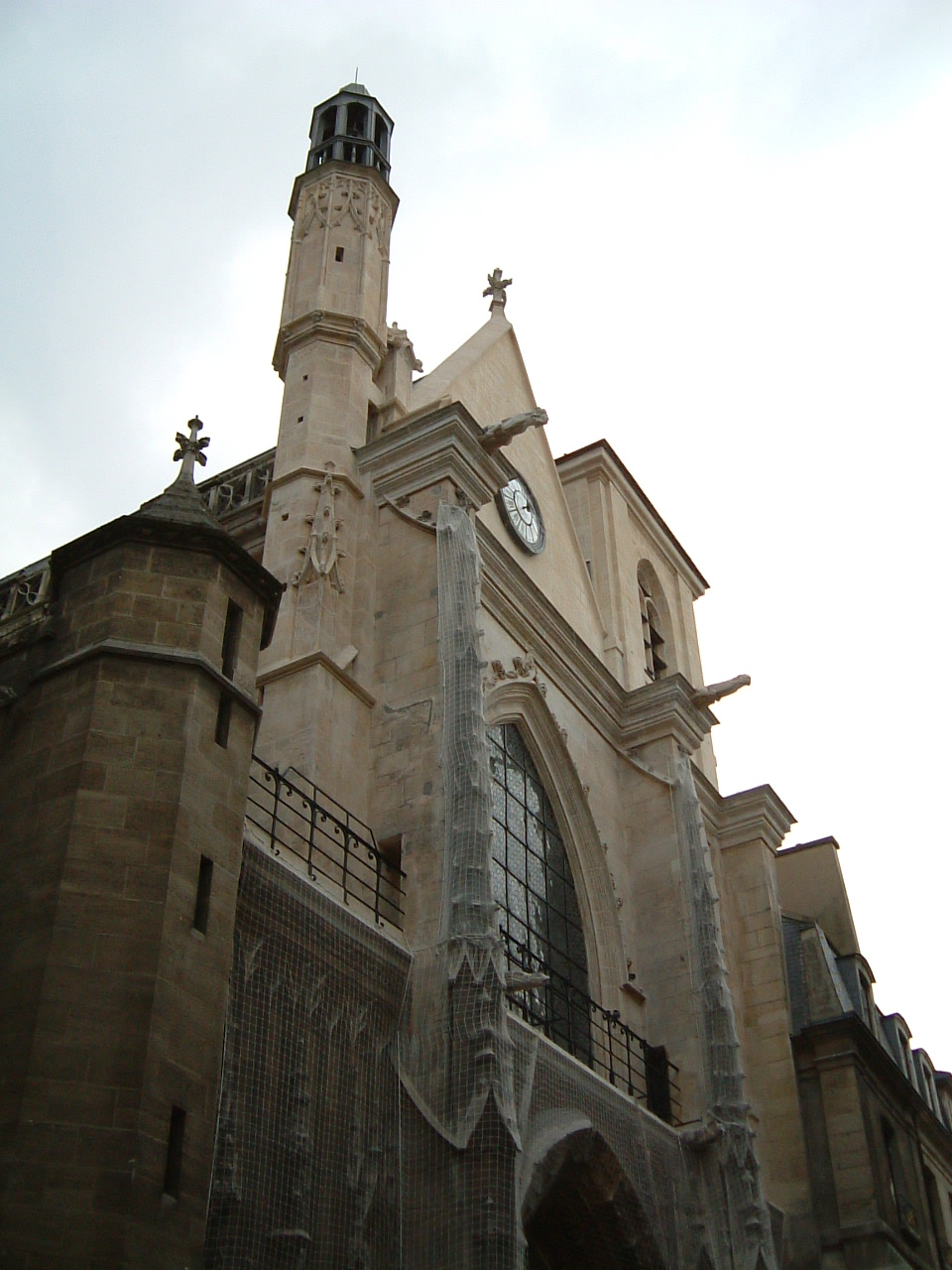
La chiesa di Saint-Merri, ove Lebègue lavorò dal 1664 sino alla morte.

Ben poco si sa dell'infanzia di Lebègue e della sua prima educazione musicale. A partire dal 1656 lo troviamo a Parigi, nella quale nel 1661 era già noto come il celebre organista di Parigi. In effetti, il numero delle sue opere pervenuteci è straordinariamente grande, ben più folto di quello degli altri organisti coevi; probabilmente questo indica la notevole fama e popolarità di Lebègue. Nel 1664 Divenne organista della Chiesa di Saint-Merri, posto che occupò fino alla sua morte, avvenuta nel 1702. Pubblicò tre "livres d'orgue" (libri, raccolte d'organo) che, a quanto appare scritto nelle prefazioni, erano intesi allo scopo di mostrare il modo di suonare degli organisti di Parigi.

## Opera

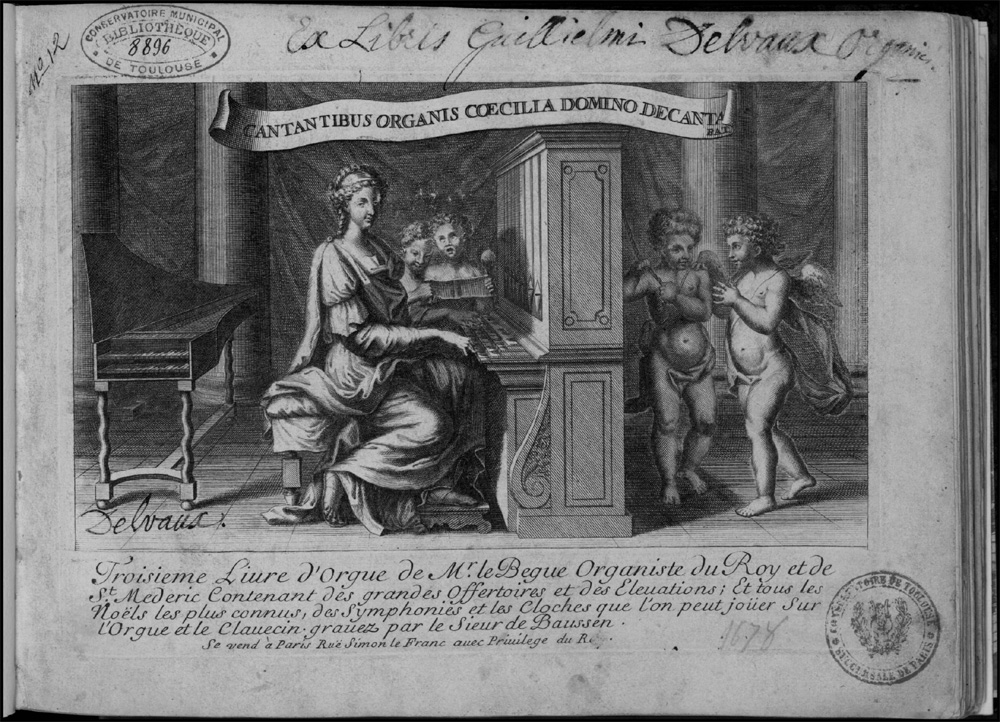
Frontispizio del Troisieme livre d'orgue di Lebègue.

Nicolas Lebègue scrisse negli otto modi liturgici, come facevano i maestri del Rinascimento della scuola di Titelouze, ma le sue composizioni hanno una struttura fortemente tendente alla moderna tonalità. Fece largo uso delle comuni partizioni tipiche della scuola francese (Plein jeu, tierce en taille, echo, dessus de cromhorne, ecc.) che si ritrovano anche nelle opere degli altri autori, ma rappresenta un importante mediatore tra organisti rinascimentali e Johann Sebastian Bach, che si dice avesse copiato a mano il Livre d'Orgue di de Grigny.
Lebègue è stato il primo compositore francese ad usare il termine suite sia per il clavicembalo che l'organo. Contribuì anche alla definizione del preludio senza misura, una forma musicale priva di riferimenti di tempo, i cui valori delle note sono a giudizio dell'esecutore. Lèbegue introdusse l'uso di differenti valori delle note in questi brani, riproponendosi di spiegarne il significato. I primi esempio di ciò apparvero ne Les Pièces de clavessin (1677) di Lebègue. 
Le sue opere a noi rimaste sono:
- 1er livre d'orgue (1676), 8 suite per organo negli otto modi ecclesiastici.
- 2e livre d'orgue (1678), una Messa ed un Magnificat per organo.
- 3e livre d'orgue (1685), varî brani per organo.
- due volumi di brani per clavicembalo (Pièces de clavessin, 1677 e 1687), alcuni dei quali furono, per un certo tempo, falsamente attribuiti a Dieterich Buxtehude.